# Zdzisław Parszewski
Zdzisław Parszewski (ur. 25 maja 1924 w Warszawie, zm. 16 maja 1999 w Melbourne) – polski specjalista w dziedzinie teorii mechanizmów i maszyn, profesor Politechniki Łódzkiej i Uniwersytetu Technicznego w Melbourne.
Po ukończenie liceum  w 1942 roku podjął naukę w dawnej Państwowej Szkole Budowy Maszyn im. Wawelberga w Warszawie. Od 1943 studiował na tajnych kursach Politechniki Warszawskiej. Po wojnie kontynuował studia najpierw na Politechnice w Lublinie, następnie zaś od 1945 roku w Politechnice Łódzkiej.
1 lipca 1948 ukończył studia na Wydziale Mechanicznym Politechniki Łódzkiej, Sekcję Energetyczno–Konstrukcyjną uzyskując dyplom magistra inżyniera mechanika, i 1 września 1948 podjął pracę na stanowisku asystenta w Zakładzie Mechaniki Technicznej. Od 1 stycznia 1953 był zatrudniony jako adiunkt w Katedrze Wytrzymałości Materiałów.
W 1954 roku uzyskał stopień naukowy doktora, w tymże roku został zastępcą profesora oraz powierzono mu stanowisko kierownika nowo utworzonego Zakładu Teorii Mechanizmów i Maszyn. W 1965 roku otrzymał tytuł profesora nadzwyczajnego, zaś w 1972 roku został profesorem zwyczajnym.
Był specjalistą w zakresie teorii mechanizmów i maszyn ze szczególnym ukierunkowaniem na dynamikę maszyn wirnikowych, współtwórcą w Polsce dyscypliny naukowej: teoria mechanizmów i maszyn oraz twórcą łódzkiej szkoły dynamiki maszyn wirnikowych. Wypromował kilkunastu doktorów. Autor lub współautor licznych książek i skryptów.  Do najważniejszych książek należy podręcznik pt. „Teoria maszyn i mechanizmów” wydany w 1965 roku, który doczekał się czterech wznowień oraz  podręcznik pt. „Drgania i dynamika maszyn”.
Był członkiem Komitetu Budowy Maszyn PAN, Łódzkiego Towarzystwa Naukowego, IME-Londyn. Był współzałożycielem International Federation Theory of Machines and Mechnisms (IFToMM) oraz Polskiego Towarzystwa Mechaniki Teoretycznej i Stosowanej (PTMTiS), pełniąc także funkcję przewodniczącego Zarządu Głównego PTMTiS w latach 1976-1978 i przez 10 kadencji funkcję przewodniczącego Oddziału Łódzkiego tego Towarzystwa. Pełnił funkcję kierownika Katedry, zastępcy dyrektora Instytutu Mechaniki Stosowanej PŁ. W latach 1956–1958 i 1964–1966 pełnił funkcję prodziekana, a w latach 1966–1969 dziekana Wydziału Mechanicznego PŁ.
W styczniu 1981 wyjechał do Australii, gdzie został powołany na profesora Wydziału Mechanicznego Uniwersytetu Technicznego w Melbourne. W roku 1989 przeszedł na emeryturę, w uznaniu zasług został powołany na stanowisko Honorowego Profesora Uniwersytetu w Melbourne, które to stanowisko piastował do końca życia.
Został odznaczony m.in. Krzyżem Oficerskim Orderu Odrodzenia Polski.